# حاریص
حاریص (به عربی: حاريص) یک منطقهٔ مسکونی در لبنان است که در شهرستان بنت جبیل واقع شده‌است.
 حاریص   ۷۲۰ متر بالاتر از سطح دریا واقع شده‌است.